# Маседа, Эрнесто
Эрнесто «Эрни» Мадарнг Маседа (таг. Ernesto «Ernie» Madarang Maceda; 26 марта 1935, Пагсаньян, провинция Лагуна, Зависимая от США территория Филиппины — 20 июня 2016, Манила, Филиппины) — филиппинский государственный деятель, президент Сената Филиппин (1996—1998).

## Биография
В 1956 году окончил филиппинский Университет Атенео-де-Манила с присвоением степени бакалавра права, в 1957 — степень манистра в сфере налогообложения и международного права на Юридическом факультете Гарвардского университета.
Его политическая карьера началась в возрасте 23 лет, когда в 1959 году он был избран членом городского совета Манилы. Был удостоен титула выдающегося советника Манилы.
Входил в состав правительства:
- 1966—1969 — помощник президента по общественному развитию в ранге министра, стал самым молодым членом правительства правительства Фердинанд Маркоса,
- 1969—1970 — управляющий делами кабинета министров, третий по важности пост в правительстве,
- 1970 — министр торговли и промышленности, разработал программы защиты потребителей и установил торговые отношения со многими восточноевропейскими странами.

В 1970 году был избран членом Сената, где способствовал принятию закона о рассрочке покупки земельных участков, названный в его честь. После разрыва с президентом Маркосом из-за введения военного положения (1973) жил в эмиграции Соединенных Штатах, где стал помощником и советником сенатора Бенигно Акино.
После убийства Акино в августе 1983 г. в аэропорту Манилы он сопровождал его вдову Корасон Акино во время её возвращения на родину и стал одним из ключевых лидеров оппозиции в избирательной кампании 1984 года и на досрочных президентских выборах 1986 года.
В 1986—1987 годах — министр природных ресурсов.
В 1987—1998 годах — сенатор, в 1992—1993 — временный президент, а с 1996 по 1998 год — президент Сената Филиппин. С 1992 по 1993 возглавлял влиятельную комиссию общественной подотчетности, которая занималась расследованием фактов коррупции и взяточничества в правительстве. С января по июнь 1998 года являлся лидером оппозиции в Сенате.
В 1999—2001 — посол Филиппин в Соединенных Штатах.
В 2004 и 2013 годах безуспешно баллотировался в Сенат.
В 2007 году стал профессором юридического факультета Университета Манилы (University of the City of Manila). Был удостоен почетной докторской степени в области государственного управления Политехнического университета Филиппин и почетной докторской степени в области образования Филиппинского педагогического университета.